# 布朗赫利

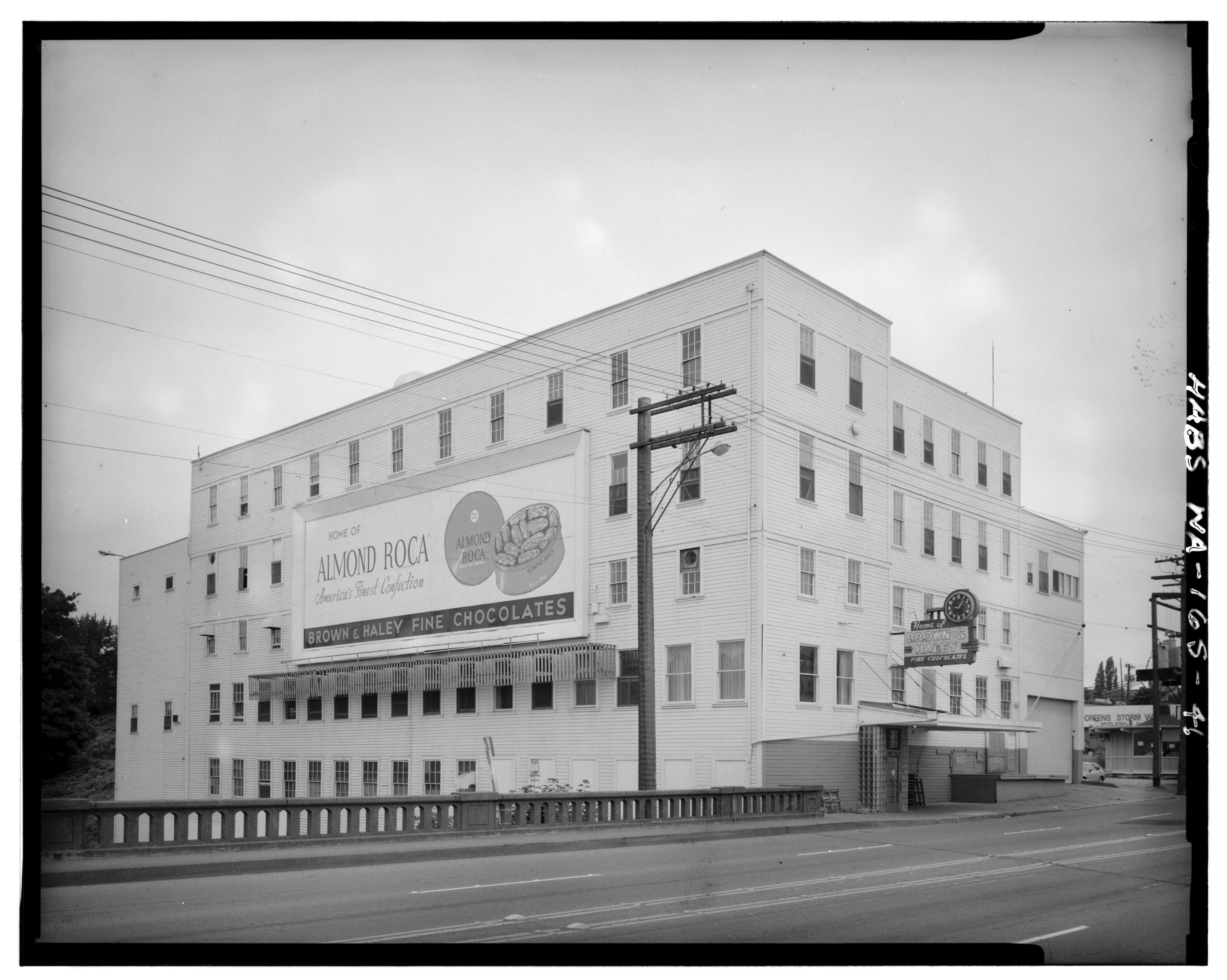
位於塔科馬的布朗赫利廠房活動場地

布朗赫利公司，簡稱布朗赫利（英語：Brown and Haley），在1914年，由哈利·L·布朗（Harry L. Brown）和友人J·C·赫利（J.C. Haley），於美國华盛顿州塔科马（總部）成立。
主要生產和分銷各類糖果產品，主要產品包括樂家杏仁糖，眾所周知是最著名品牌，銷量可觀之一，而其他包括雪山巧克力棒，更有3款不同味道。

## 外部連結
- brown-haley.com （页面存档备份，存于）